# Lachemilla erodiifolia
Lachemilla erodiifolia är en rosväxtart som först beskrevs av Hugh Algernon Weddell, och fick sitt nu gällande namn av Werner Hugo Paul Rothmaler. Lachemilla erodiifolia ingår i släktet Lachemilla och familjen rosväxter. Inga underarter finns listade i Catalogue of Life.